# Проблеми Ландау
Проблеми Ландау — гіпотези стосовно простих чисел, найвідоміші з яких перераховані Едмундом Ландау на П'ятому Міжнародному конгресі математиків.

## Проблеми
1. Проблема Гольдбаха (перша проблема Ландау): довести або спростувати, що кожне парне число, більше двох, може бути представлене у вигляді суми двох простих чисел, а кожне непарне число, більше 5, може бути представлене у вигляді суми трьох простих чисел.
2. Друга проблема Ландау: чи множина простих близнюків — простих чисел, різниця між якими дорівнює 2, нескінченна?
3. Гіпотеза Лежандра (третя проблема Ландау): чи справедливо, що між {\displaystyle n^{2}} і {\displaystyle (n+1)^{2}} завжди знайдеться просте число?
4. Четверта проблема Ландау: чи множина простих чисел виду {\displaystyle n^{2}+1} нескінченна?